# Oxyopes kraepelinorum
Oxyopes kraepelinorum là một loài nhện trong họ Oxyopidae.
Loài này thuộc chi Oxyopes. Oxyopes kraepelinorum được Friedrich Wilhelm Bösenberg miêu tả năm 1895.